# ДОТ № 485 (КиУР)

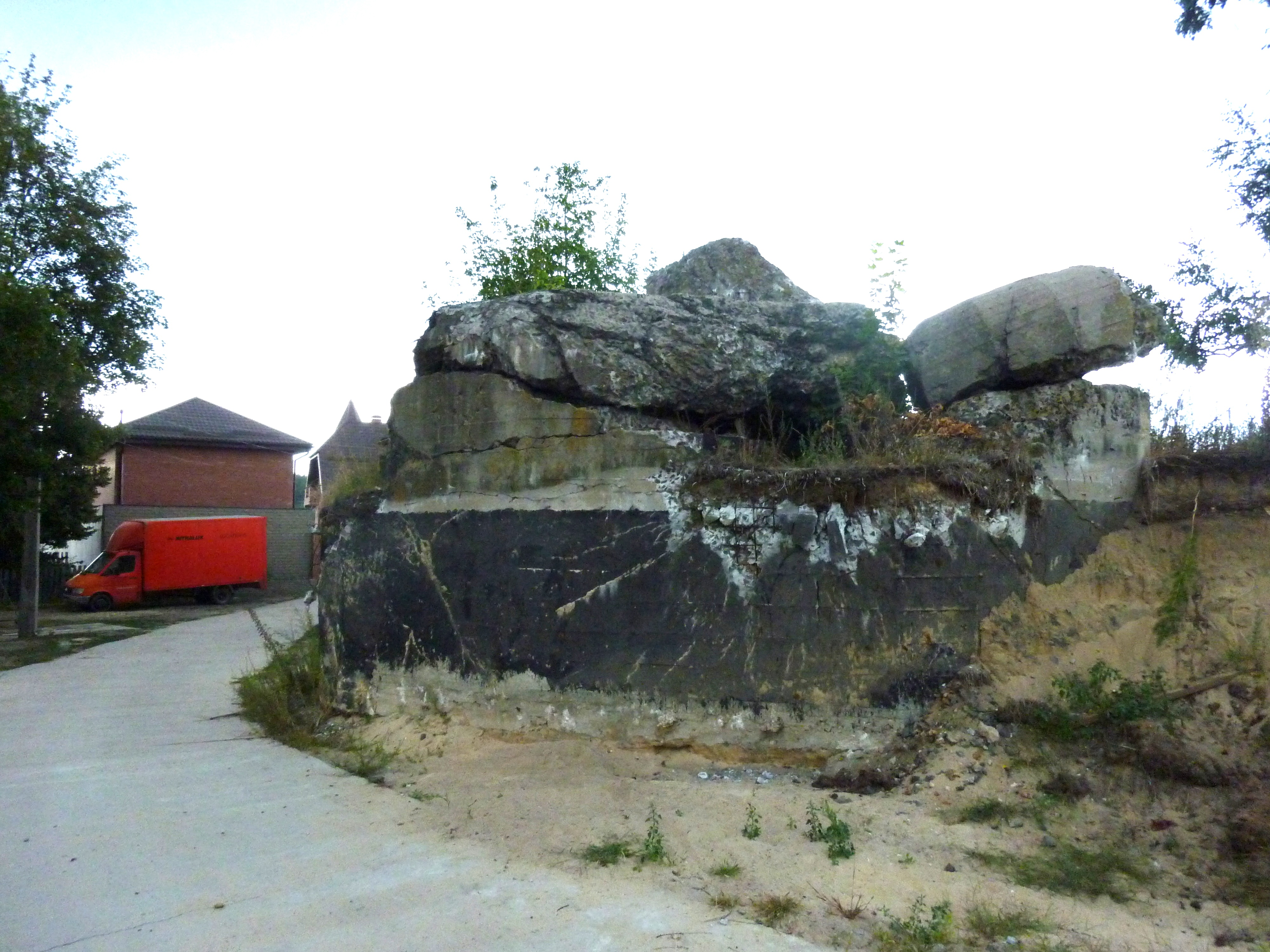
ДОТ № 485 у 2013 році

50°33′43.59″ пн. ш. 30°18′52.22″ сх. д. / 50.5621083° пн. ш. 30.3145056° сх. д.
ДОТ № 485 — довготривала оборонна точка Київського укріпленого району в селі Горенка. Входила до складу першої лінії оборони Києва. Збудована 1930 року, знищена 12 березня 2018.

## Опис
ДОТ знаходився над ставком, влаштованим на річці Горенці. Дамбою цього ставка проходить дорога з села Мощун крізь село Горенку в напрямку Ірпеня. Після війни ДОТ оточила сільська забудова. Ділянка з ним має адресу «Приозерна, 5».
ДОТ належав до 1-го батальйонного району оборони. Його завданням було прикриття північного флангу батрайону і блокування дороги в районі перетину річки.
ДОТ був збудований за індивідуальним проєктом 1930 року. Це була одноповерхова залізобетонна споруда типу «М1», тобто, він був розрахований на влучання 203-міліметрового снаряду модернізованої гаубиці та 152-мм снаряду гармати з відстані 4 км. Товщина стін ДОТів цього типу становить 150 см, а товщина перекриття — 110 см. Гарнізон мав нараховувати 12 людей.
Вхід ДОТа вів у невеликий коридор (тупик), куди виходила амбразура оборони входу. У тому ж тупику були колодязь Нортона (джерело води для охолодження кулеметів) та вентиляційний продух у стіні. Бронедвері з тупика вели в тамбур, звідки можна було потрапити в два каземати. Кожен мав дві амбразури для кулеметів, а в стіні правого каземату була й уже згадана амбразура оборони входу. Лівий каземат відрізнявся незвичайним плануванням: його амбразури були розташовані одна навпроти іншої, як у капонірі, причому одна з них була спрямована в тиловий бік. Два каземати сполучалися один з одним через маленьке приміщення коменданта, обладнане перископом. Стіни ДОТа зсередини були обладнані противідкольним покриттям (металевою сіткою) для захисту гарнізону від враження уламками бетону.
Зі своїх 4 кулеметних амбразур ДОТ міг стріляти на захід, північ, північний схід та південний схід.
У воєнні часи ДОТ було частково зруйновано. Перекриття та стіни від вибухів тріснули й розірвалися на великі уламки. Але й після війни можна було побачити добре збережений вхід та амбразуру його оборони, деталі амбразур кулеметів, труби виводу перископа та антени, знак на стіні — п'ятикутну зірку в колі, а також сліди снарядів — свідчення штурму ДОТа нацистськими військами.

## Останні роки та знищення

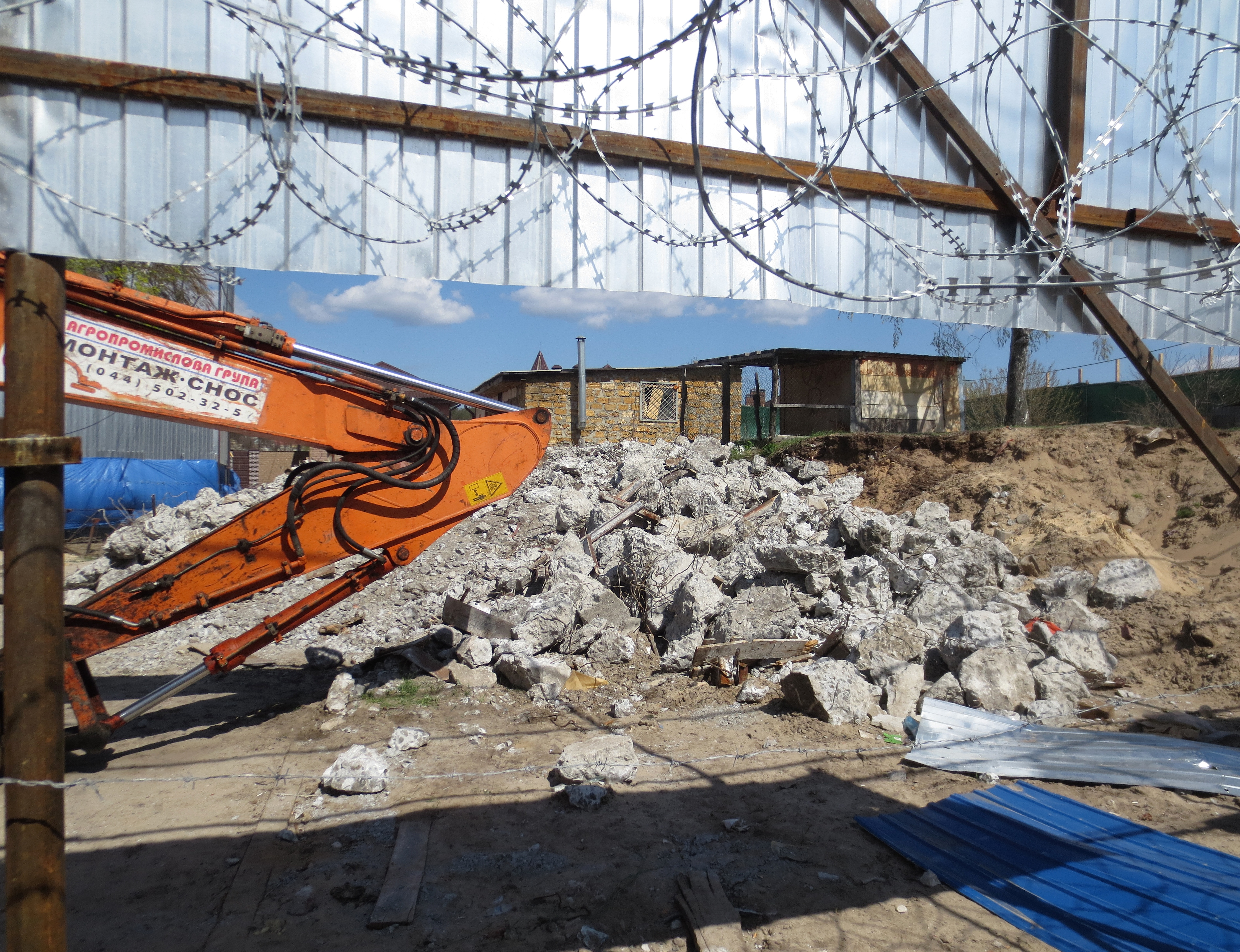
Руїни ДОТа в квітні 2018

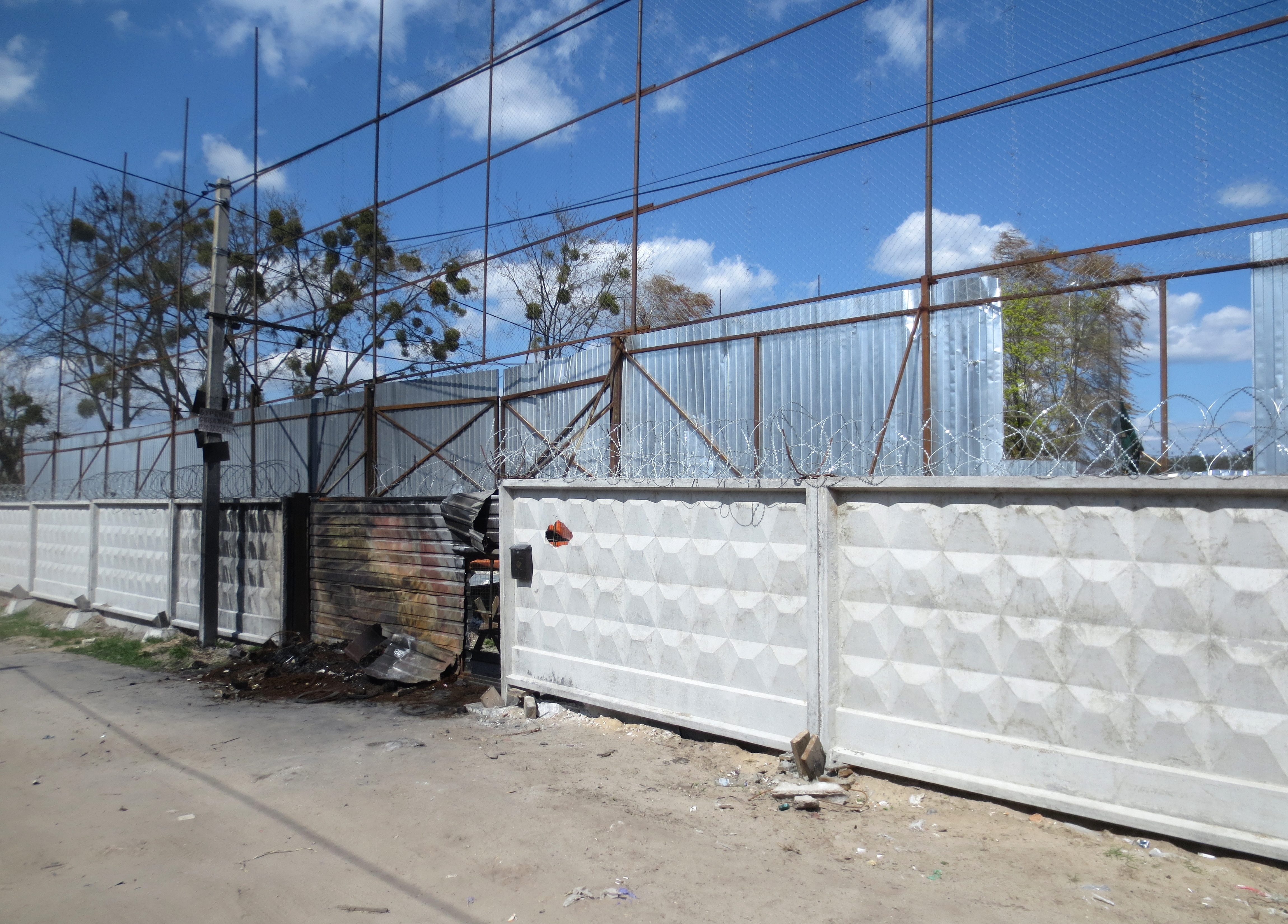
Огорожа ділянки з отвором, зробленим активістами під час руйнування ДОТа власником землі

Ділянка, де розташований ДОТ, раніше належала місцевому колективному сільськогосподарському підприємству, у якого була відібрана рейдерами. Згодом її купив підприємець, колишній помічник депутата ВРУ Володимира Демьохіна Владислав Вадимович Сатовський.. Перший гучний інцидент на цій ділянці стався 2016 року, коли підприємець побудував паркан впритул до сусіднього будинку та перекрив його каналізацію.
Ділянку з ДОТом власник вирішив забудувати, незважаючи на її цільове призначення для ведення підсобного сільського господарства, а сам ДОТ — знищити. За його словами, у нього є всі необхідні документи, які «посвідчують, що це не пам'ятка, це руїна». У листопаді 2017 року ділянку обнесли бетонною огорожею з колючим дротом та камерами спостереження, нарощеною огорожею з металевих листів.
8 лютого 2018 до ДОТа підтягнули техніку і почали його руйнування. Але ветеранам АТО та іншим активістам вдалося його відстояти. Сільський голова Горенки Анатолій Драпей назвав дії активістів замовними і подав з цього приводу звернення до начальника Головного управління поліції в Київській області.
6 березня 2018 року питання щодо ДОТа було розглянуто на засіданні консультативної ради з питань охорони культурної спадщини управління культури, національностей та релігій Київської облдержадміністрації. Було вирішено провести огляд ДОТа та занести його до Переліку об'єктів культурної спадщини Київської області як щойно виявлену пам'ятку науки і техніки.
12 березня знищення ДОТа продовжилося. Вночі до нього завезли будівельну техніку, а зранку з'явився автобус «тітушок», що намагалися розігнати активістів захисту ДОТа водою та сльозогінним газом. Того ж дня, отримавши ухвалу суду на огляд ділянки, до неї приїхали працівники поліції та фахівці з охорони культурної спадщини. О 18 годині поліція почала штурм огорожі. «Тітушки» вступили з нею в зіткнення, під час якого начальник Києво-Святошинського відділу поліції отримав тілесні ушкодження. П'ятьох учасників зіткнення було затримано для встановлення особи та дачі пояснень. Поліція вилучила техніку, що руйнувала ДОТ, і подала до суду клопотання про накладання арешту на цю техніку та земельну ділянку. Було відкрито кримінальні провадження за статтями 345 (погроза або насильство щодо працівника правоохоронного органу) та 367 (службова недбалість) Кримінального кодексу України. Начальник Управління культури, національностей та релігій КОДА І. І. Подолянець та директор Київського обласного центру охорони і наукових досліджень пам'яток культурної спадщини Л. П. Берегова зафіксували руйнування об'єкта за допомогою важкої техніки та склали акт. ДОТ на той час вже було зруйновано вщент.
На час знищення ДОТ не мав офіційного статусу окремої пам'ятки, але комплекс військово-інженерних споруд Київського укріпрайону, частиною якого є ДОТ, внесено до Державного реєстру нерухомих пам'яток України як пам'ятка історії, науки і техніки місцевого значення (охоронний номер 513-Ко).
22 березня 2018 року Управління культури, національностей та релігій Київської обласної держадміністрації у відповідь на лист Міністерства культури від 6 березня повідомило, що на ДОТ виготовляється облікова документація для внесення до Переліку об'єктів культурної спадщини Київської області.

Знімки 2013 року
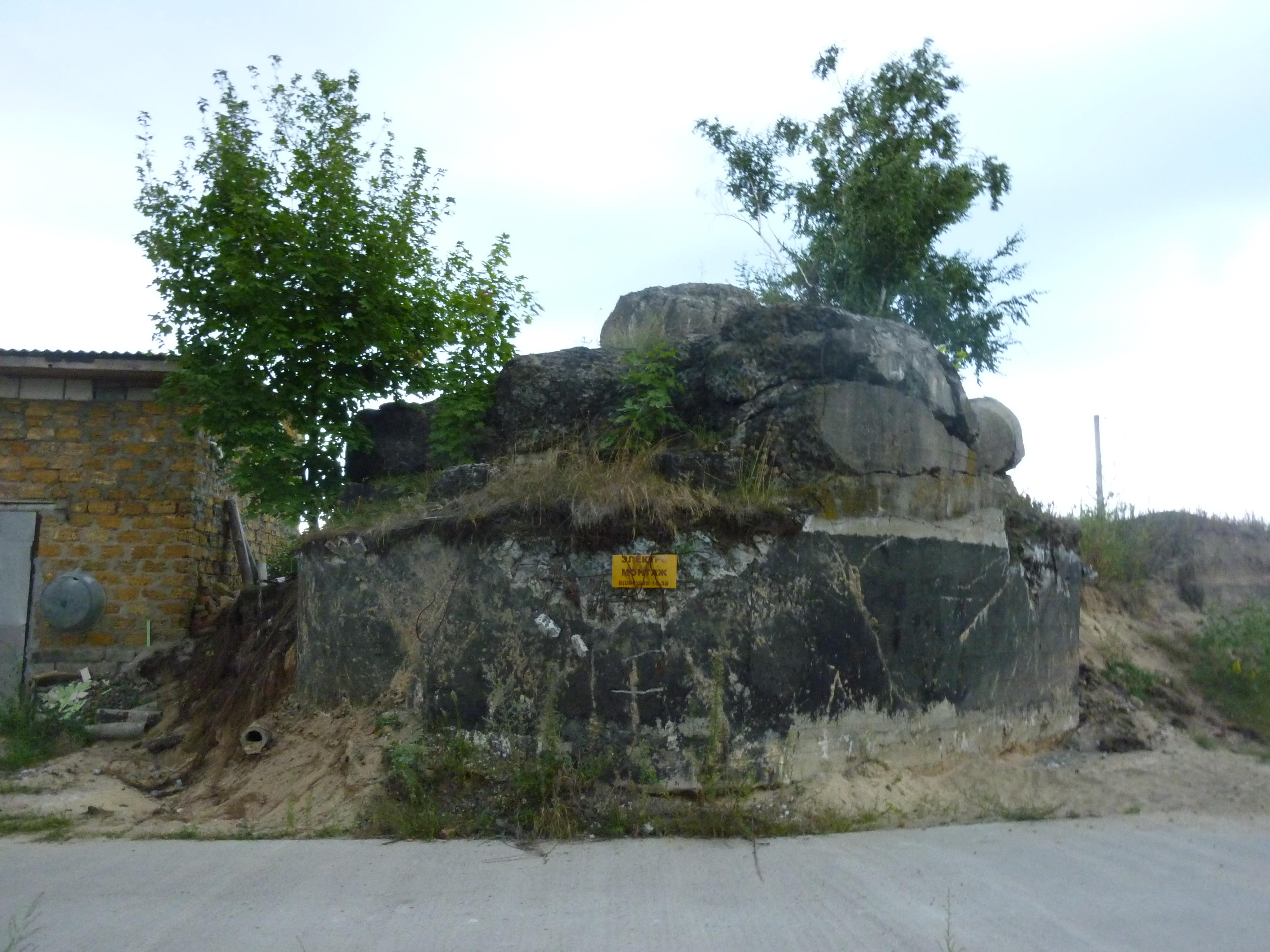
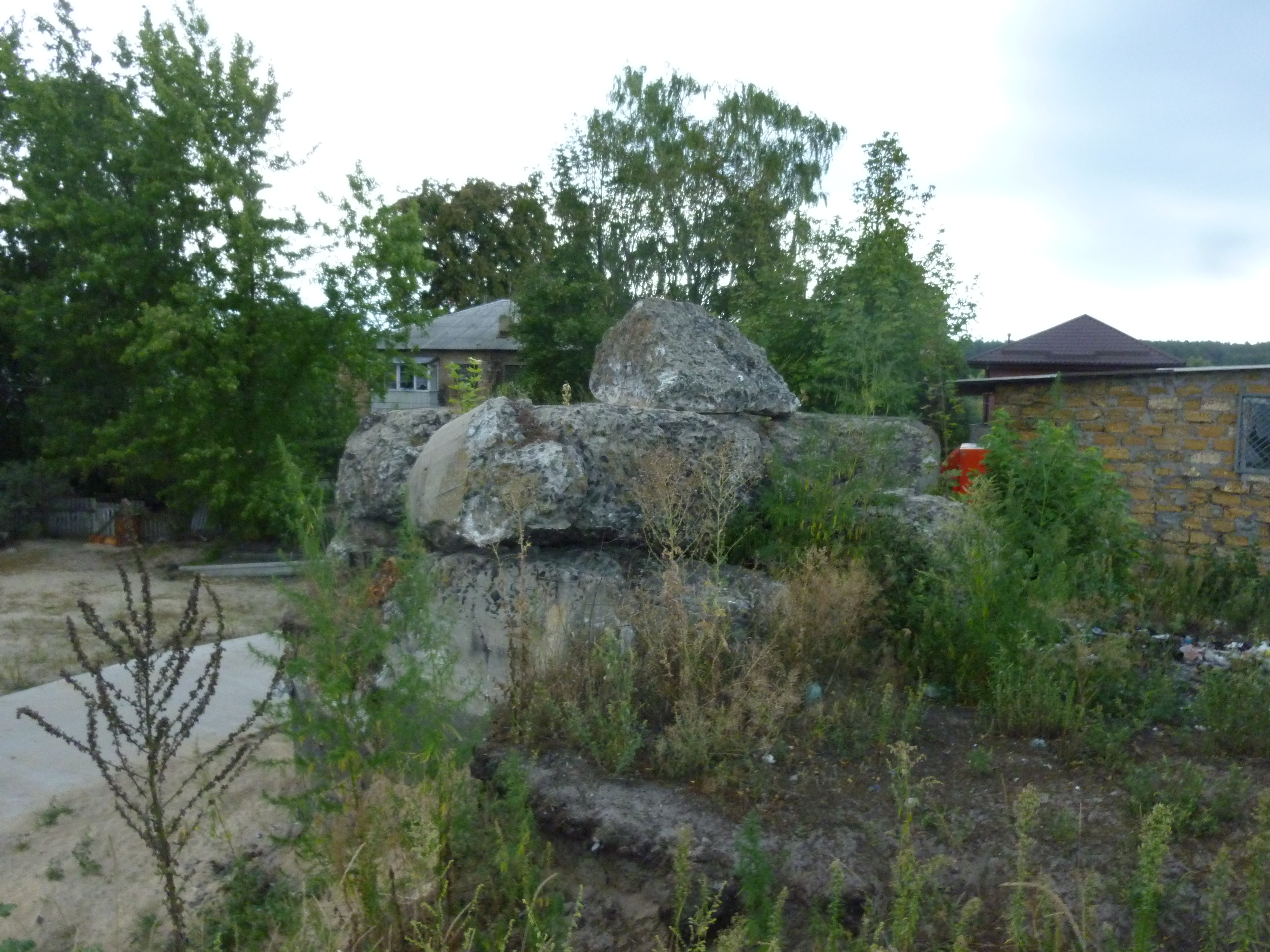
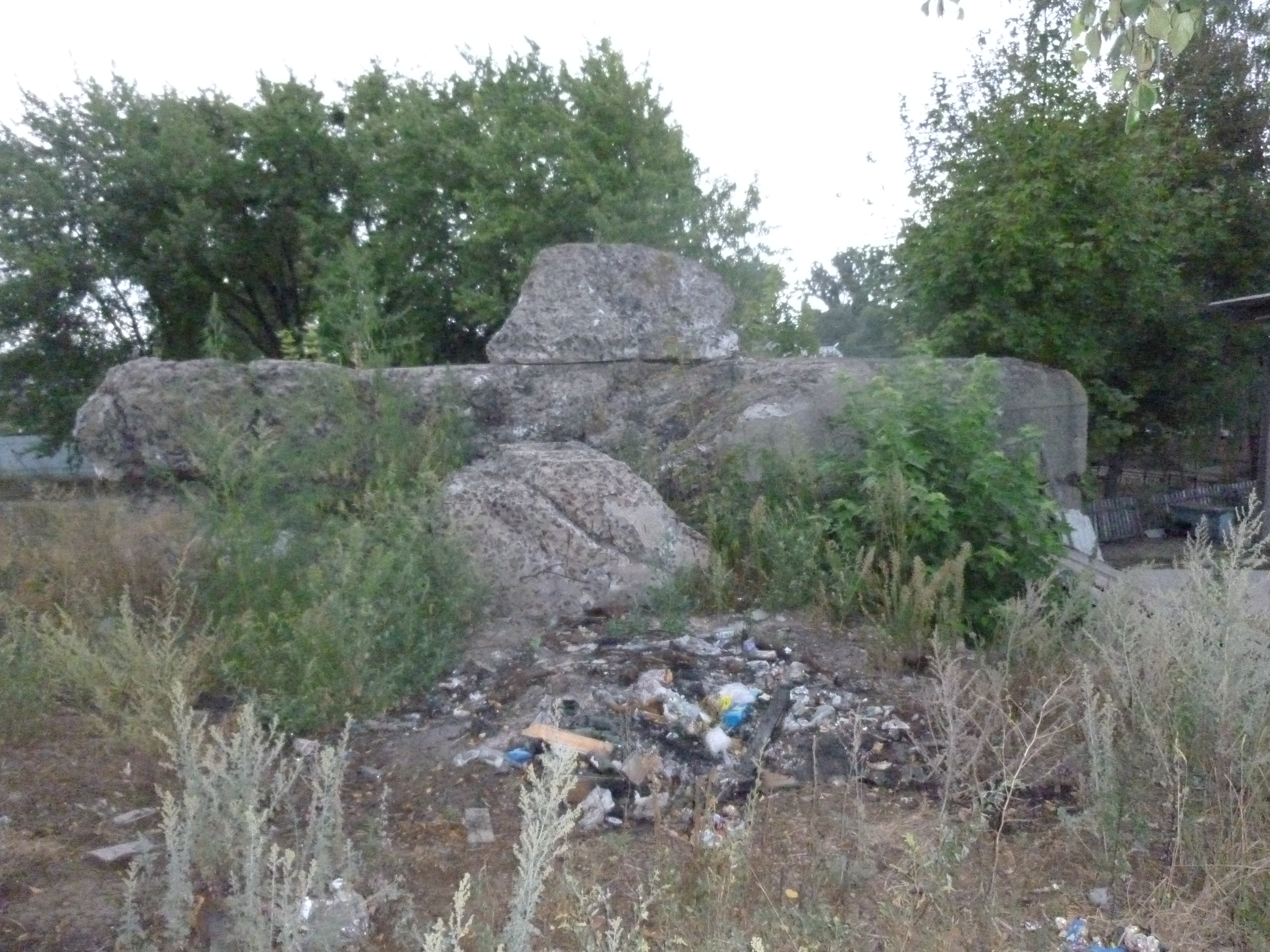
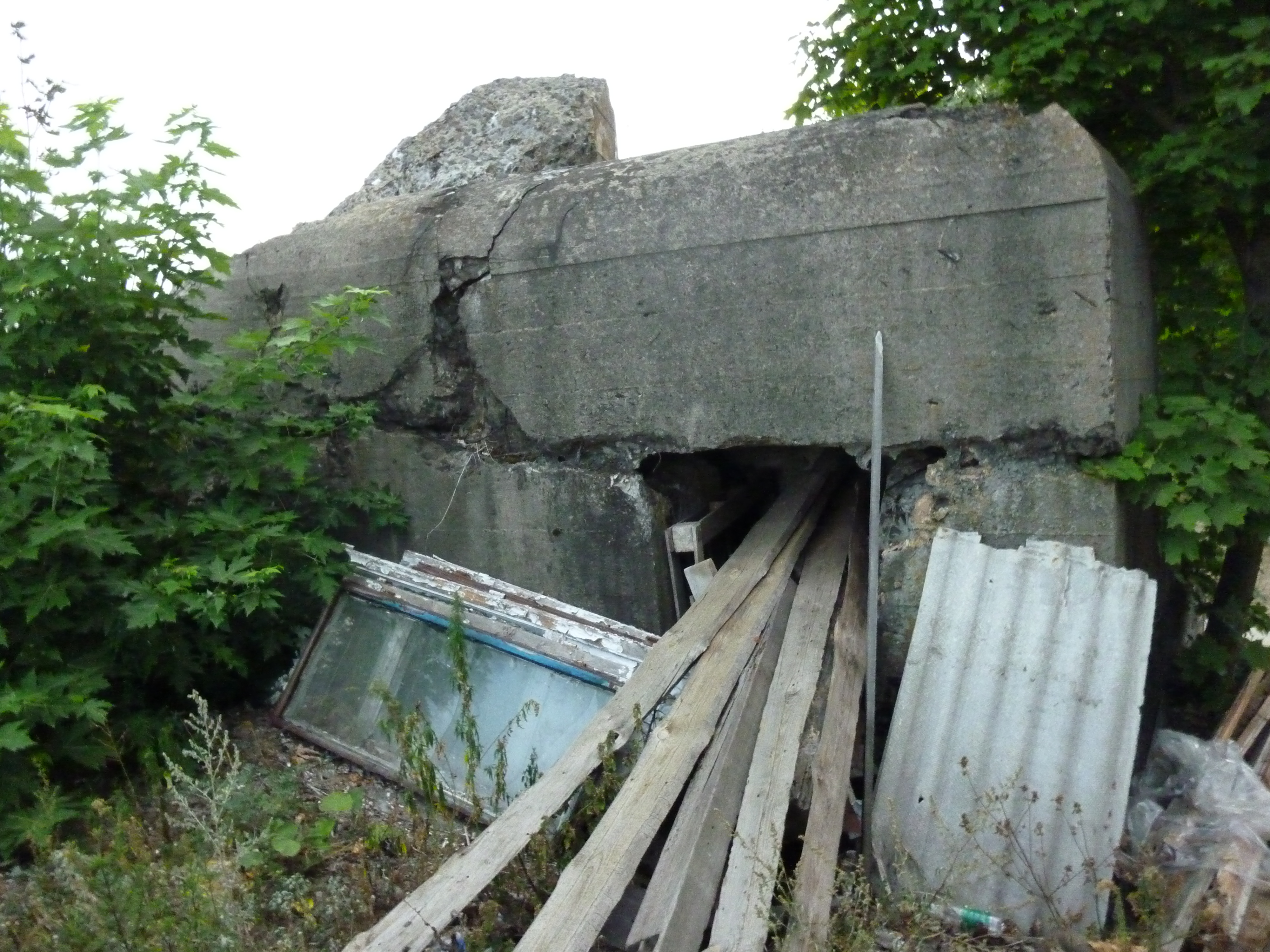
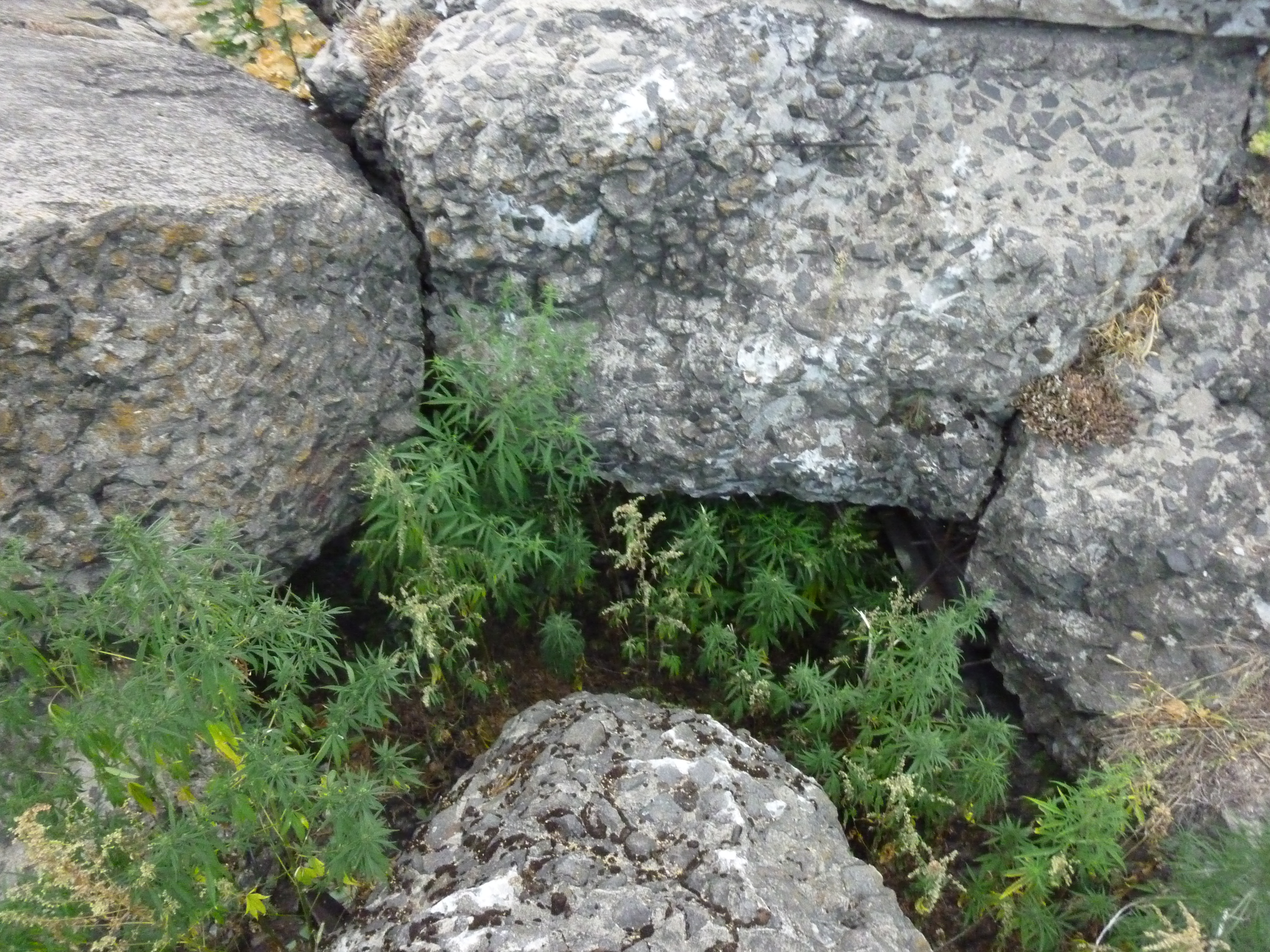